# Conferència Episcopal Espanyola
La Conferència Episcopal Espanyola (CEE) és una institució administrativa i de caràcter permanent integrada per tots els bisbes de les diòcesis espanyoles, en comunió amb el Pontífex Romà i sota la seva autoritat, per a l'exercici conjunt d'algunes funcions pastorals de l'episcopat respecte als fidels del seu territori, d'acord amb el Dret comú i dels seus estatuts, a fi de promoure la vida de l'Església, enfortir la seva missió evangelitzadora i respondre de manera més eficaç al major bé que l'Església ha de procurar als homes.
Es va constituir en la reunió de l'episcopat espanyol del 26 de febrer de 1966 presidia pel cardenal primat Pla y Deniel. Des d'aleshores, els concilis o sínodes provincials foren substituïts per aquesta reunió.

## Base magisterial
Els documents que perfilen el ser i l'actuar de les 113 Conferències Episcopals existents avui al món són: "Lumen Gentium" (23), "Christus Dominus" (37-38), "Eclesiae Imago" (211), "Eclesiae Sanctae" (41), "Apostolos Suos" i el Codi de Dret Canònic (cc.447-459).
La Conferència Episcopal Espanyola va ser constituïda per rescripte de la Sagrada Congregació Consistorial, protocol 1047/64 del 3 d'octubre de 1966. gaudeix d'una personalitat jurídica pública eclesiàstica i civil, en virtut de l'Acord sobre Afers Jurídics, del 3 de gener de 1979, entre la Santa Seu i l'Estat Espanyol.
El seu primer estatut va ser aprovat per l'assemblea constituent de 1966 i ratificat aquell mateix any pel Papa Pau VI ad quinquenium (per 5 anys). Va obtenir el reglament definitiu el 5 de febrer de 1977 per decret de la Congregació pels Bisbes. Posteriorment la LI Assemblea Plenària aprovà al novembre de 1989 la modificació d'alguns articles, confirmada per la Congregació pels Bisbes mitjançant decret del 5 de febrer de 1991. La darrera renovació va ser aprovada per la XCII Assemblea Plenària de la Conferència Episcopal Espanyola (24-28 de novembre de 2008) i confirmat per la Congregació pels Bisbes el 19 de desembre del mateix any.
Segons l'article 2 dels Estatuts de la Conferència Episcopal Espanyola són membres de ple dret els arquebisbes i els bisbes diocesans, l'arquebisbe castrense, els arquebisbes i bisbes coadjutors i auxiliars, els administradors apostòlics i els administradors diocesans; a més dels arquebisbes i bisbes titulars i emèrits amb càrrec especial dins de l'àmbit nacional, encarregat per la Santa Seu o per la mateixa Conferència Episcopal. Tots els bisbes espanyols amb càrrec pastoral tenen veu i vot a les assemblees plenàries; mentre que els bisbes emèrits (jubilats), sense càrrec pastoral, només tenen vot consultiu. Els càrrecs s'elegeixen per períodes de3 anys, no podent-se sobrepassar els 3 mandats, llevat del càrrec de Secretari General, que s'elegeix per cinc anys.

## Presidents de la Conferència Episcopal Espanyola
El President modera l'activitat general de la conferència i la representa jurídicament. Té cura de les relacions de la Conferència Episcopal amb la Santa Seu i amb la resta de conferències episcopals. Convoca i presideix les sessions de l'Assemblea Plenària, així com les de la Comissió Permanent i del Comitè Executiu. El càrrec de President té una duració de 3 anys.
Durant la història de la Conferència Episcopal els bisbes que l'han presidit han estat:
- Fernando Quiroga Palacios, cardenal (1966-1969, un trienni)
- Casimiro Morcillo González (1969-1971, trienni incomplet per defunció)
- Vicent Enrique i Tarancón, cardenal (1971-1981, completà el trienni 1969-1972 per la defunció de Casimiro Morcillo, i tres triennis més)
- Gabino Díaz Merchán (1981-1987, dos triennis)
- Ángel Suquía Goicoechea, cardenal (1987-1993, dos triennis)
- Elías Yanes Álvarez (1993-1999, dos triennis)
- Antonio María Rouco Varela, cardenal (1999-2005, dos triennis).
- Ricardo Blázquez Pérez (2005-2008, un trienni).
- Antonio María Rouco Varela, cardenal (2008-2014, dos triennis).
- Ricardo Blázquez Pérez (2014-2020, dos triennis).
- Joan Josep Omella (2020-2024).[7]
- Luis Javier Argüello García, bisbe de Valladolid (2024-)

### Vicepresidents de la Conferència Episcopal Espanyola
- Casimiro Morcillo González (1966-1969)
- Vicent Enrique i Tarancón, cardenal (1969-1971)
- José María Bueno Monreal, cardenal (1972-1978)
- José María Cirarda Lachiondo (1978-1981)
- José Delicado Baeza (1981-1987)
- Elías Yanes Álvarez (1987-1993)
- Fernando Sebastián Aguilar (1993-1999)
- Ricard Maria Carles i Gordó, cardenal (1999-2002)
- Fernando Sebastián Aguilar (2002-2005)
- Antonio Cañizares Llovera, cardenal (2005-2008)
- Ricardo Blázquez Pérez (2008-2014)
- Carlos Osoro Sierra (2014-2017)
- Antonio Cañizares Llovera, cardenal (2017-2020)
- Carlos Osoro Sierra (2020-2024)
- José Cobo Cano (2024-)

### Secretaris generals de la Conferència Episcopal Espanyola
- 1966-1972 José Guerra Campos.
- 1972-1977 Elías Yanes Álvarez.
- 1977-1982 Jesús Iribarren Rodríguez.
- 1982-1988 Fernando Sebastián Aguilar.
- 1988-1993 Agustín García Gasco Vicente, cardenal.
- 1993-1998 José Sánchez González.
- 1998-2003 Juan José Asenjo Pelegrina.
- 2003-2013 Juan Antonio Martínez Camino.
- 2013-2018 José María Gil Tamayo.
- 2018-2022 Luis Javier Argüello García.
- 2022- Francisco César García Magán.

## El Comitè Executiu de la Conferència Episcopal Espanyola (2011-2014)
El Comitè Executiu està format dels següents membres: tres per motiu del seu càrrec (el President, el Vicepresident i el Secretari General), l'Arquebisbe de Madrid, si no ocupa un dels càrrecs indicats. Tres bisbes més, elegits per aquesta finalitat d'entre els membres de ple dret de la Conferència, o quatre, si l'arquebisbe de Madrid ocupa un dels càrrecs indicats. Aquests bisbes no podran presidir cap comissió episcopal.
Actualment està format per:
- President: Antonio María Rouco Varela, Cardenal-Arquebisbe de Madrid.
- Vicepresident: Ricardo Blázquez Pérez, Arquebisbe de Valladolid.
- Secretari General: Juan Antonio Martínez Camino S. J., Bisbe Auxiliar de Madrid.
- Membres:
Juan del Río Martín, Arquebisbe Castrense;
Juan José Asenjo Pelegrina, Arquebisbe de Sevilla;
Julián Barrio Barrio, Arquebisbe de Santiago de Compostela
Francisco Pérez González, Arquebisbe de Pamplona i Bisbe de Tudela

### Comissions de la Conferència Episcopal Espanyola (2011-2014)
Les Comissions Episcopals són orgues constituïts per la Conferència, al servei de l'Assemblea Plenària, per a l'estudi i el tractament d'alguns problemes en un camp determinat de l'acció pastora comú de l'Església a Espanya, en conformitat amb les directrius generals aprovades per l'Assemblea Plenària.
Cada comissió constarà d'un President i d'una quantitat variable de membres, determinat per l'Assemblea Plenària a proposta de la Comissió Permanent.
Així doncs, la XCVII Assemblea Plenària (març de 2011) determinà les presidències als següents bisbes:
- President de la C. E. d'Apostolat Seglar: Carlos Osoro Sierra, Arquebisbe de València.
- President de la C.E. del Clergat: Jesús E. Catalá Ibáñez, Bisbe de Màlaga.
- President de la C.E. per la Doctrina de la Fe: Adolfo González Montes, Bisbe d'Almeria.
- President de la C.E. d'Ensenyança i Catequesi: Casimiro López Llorente, Bisbe de Segorbe-Castelló.
- President de la C.E. de Litúrgia: Card. Lluís Martínez Sistach, Arquebisbe de Barcelona.
- President de la C.E. de Mitjans de Comunicació Social: Joan Piris i Frígola, Bisbe de Lleida.
- President de la C.E. de Migracions: Ciriaco Benavente Mateos, Bisbe d'Albacete.
- President de la C.E. de Missions i Cooperació entre les Esglésies: Braulio Rodríguez Plaza, Arquebisbe de Toledo y Primat d'Espanya.
- President de la C.E. de Pastoral: Sebastià Taltavull i Anglada, Bisbe auxiliar de Barcelona.
- President de la C.E. de Pastoral Social: Santiago García Aracil, Arquebisbe de Mèrida-Badajoz
- President de la C.E. de Patrimoni Cultural: Jesús García Burillo, Bisbe d'Àvila
- President de la C.E. de Relaciones Interconfessionals: Francisco Javier Martínez Fernández, Arquebisbe de Granada
- President de la C.E. de Seminaris i Universitats: Josep Àngel Saiz Meneses, Bisbe de Terrassa.
- President de la C. E. per a la Vida Consagrada: Vicente Jiménez Zamora, Bisbe de Santander.

### D'altres càrrecs
Els cardenals membres de la Conferència formen el Consell de Presidència d'aquesta. El Representant Pontifici serà membre d'honor del Consell de Presidència, quan assisteixi a les reunions de la Conferència, bé per mandat de la Santa Seu, bé per petició de la mateixa Conferència, expressat pel seu President, i sempre a l'obertura de cada Assemblea Plenària.
- Antonio María Rouco Varela, Cardenal-Arquebisbe de Madrid i President de la Conferència Episcopal Espanyola.
- Ricardo Bláquez Pérez, Arquebisbe de Valladolid i Vicepresident de la Conferència Episcopal Espanyola.
- Juan Antonio Martínez Camino, Bisbe Auxiliar de Madrid i Secretari General de la Conferència Episcopal Espanyola.
- Lluís Martínez i Sistach, Cardenal-Arquebisbe de Barcelona.

#### Presidents de subcomissions episcopals
- Família i Defensa de la Vida: Juan Antonio Reig Pla, Bisbe d'Alcalà de Henares
- Catequesi: Xavier Salinas i Vinyals, Bisbe de Tortosa
- Universitats: Agustí Cortés Soriano, Bisbe de Sant Feliu de Llobregat

#### Junta Episcopal d'Afers Jurídics
- President: Carlos López Hernández, Bisbe de Salamanca

#### Consell d'Economia
President
- Antonio María Rouco Varela, Cardenal-Arquebisbe de Madrid y President de la Conferència Episcopal Espanyola (membre net).

Membres
- Juan Antonio Martínez Camino S.J., Bisbe Auxiliar de Madrid i Secretari General de la Conferència Episcopal Espanyola (membre net).
- Antonio Algora Hernando, Bisbe de Ciudad Real.
- Rafael Palmero Ramos, Bisbe d'Orihuela-Alacant.
- S.A.R. Joan-Enric Vives i Sicília, Bisbe-Arquebisbe d'Urgell i Copríncep d'Andorra.
- Fernando Giménez Barriocanal, Vicesecretari d'Afers Econòmics (membre net).

## Comissió permanent
La Comissió Permanent és l'orgue que té cura de la preparació de les Assemblees Plenàries i de l'execució de les decisions adoptades en elles. La comissió permanent està formada pel President, el Vicepresident i el Secretari General de la Conferència, que ho seran també de la Comissió Permanent; els Presidents de les comissions episcopals de caràcter estable i de les mencionades a l'article 17, 7 o, en cas d'impossibilitat, un bisbe membre d'aquestes; eEl Metropolità d'aquella província eclesiàstica que no tingui, per altre títol, algun dels seus membres a la Comissió Permanent; els Presidents de les regions eclesiàstiques, quan no pertanyin per un altre títol a la Comissió Permanent; els Bisbes elegits pel Comitè Executiu, d'acord amb l'article 24 § 2, 3.º; un Cardenal, segons l'ordre de precedència, que sigui membre de ple dret de la Conferència i no pertanyi a la Comissió Permanent per cap altre títol; i, finalment, l'Arquebisbe de Madrid, si no és ja membre de la Comissió Permanent per cap altre títol.
Així doncs, els membres de la Comissió Permanent seran els membres del Comitè Executiu i els presidents de les Comissions, que són els següents:
- Antonio Mª Rouco Varela, Arquebisbe de Madrid (President).
- Ricardo Blázquez Pérez, Arquebisbe de Valladolid (Vicepresident).
- Juan Antonio Martínez Camino, Bisbe Auxiliar de Madrid (Secretari General).
- Juan del Río Martín, Arquebisbe Castrense d'Espanya (membre del Comitè Executiu).
- Juan José Asenjo Pelegrina, Arquebisbe de Sevilla (membre del Comitè Executiu).
- Julián Barrio Barrio, Arquebisbe de Santiago de Compostela (membre del Comitè Executiu).
- Francisco Pérez González, Arquebisbe de Pamplona y Bisbe de Tudela (membre del Comitè Executiu).
- Carlos Osoro Sierra, Arquebisbe de Valencia (President de la C. E. d'Apostolat Seglar).
- Jesús E. Catalá Ibáñez, Bisbe de Málaga (President de la C.E. del Clergat).
- Adolfo González Montes, Bisbe d'Almeria (President de la C.E. per la Doctrina de la Fe).
- Casimiro López Llorente, Bisbe de Segorbe-Castellón (President de la C.E. d'Ensenyança y Catequesi).
- Card. Luis Martínez Sistach, Arquebisbe de Barcelona (President de la C.E. de Litúrgia).
- Joan Piris i Frígola, Bisbe de Lleida (President de la C.E. de Mitjans de Comunicació Social).
- Ciriaco Benavente Mateos, Bisbe d'Albacete (President de la C.E. de Migracions).
- Braulio Rodríguez Plaza, Arquebisbe de Toledo (President de la C.E. de Missions i Cooperació entre les Esglésies).
- Sebastià Taltavull i Anglada, Bisbe auxiliar de Barcelona (President de la C.E. de Pastoral).
- Santiago García Aracil, Arquebisbe de Mérida-Barajoz (President de la C.E. de Pastoral Social).
- Jesús García Burillo, Bisbe d'Àvila (President de la C.E. de Patrimoni Cultural).
- Francisco Javier Martínez Fernández, Arquebisbe de Granada (President de la C.E. de Relacions Interconfesionals).
- Josep Àngel Saiz Meneses, Bisbe de Terrassa (President de la C.E. de Seminaris i Universitas).
- Vicente Jiménez Zamora, Bisbe de Santander (President de la C. E. per a la Vida Consagrada).
- Francisco Gil Hellín, Arquebisbe de Burgos (Representant de la Provincia Eclesiàstica de Burgos).
- Manuel Ureña Pastor, Arquebisbe de Saragossa (Representante de la Provincia Eclesiàstica de Saragossa).

## Assemblea Plenària
L'Assemblea Plenària és l'orgue suprem de la Conferència Episcopal, i està formada per tots els membres d'aquesta. Són membres de ple dret de la Conferència els Arquebisbes i Bisbes diocesans, l'Arquebisbe Castrense, els Arquebisbes i Bisbes Coadjutors i Auxiliars, els Administradors Apostòlics i els Administradors Diocesans, així com els Arquebisbes i Bisbes titulars i emèrits que acompleixen una funció peculiar dins de l'àmbit nacional, encarregada per la Santa Seu o per la Conferència Episcopal.

## Accionariat
La Conferència Episcopal Espanyols és la màxima accionista de Radio Popular S. A. (COPE, Cadena 100).